# Clara Ant
Clara Levin Ant (La Paz, Bolívia, 7 de febrer de 1948) és una arquitecta i política activista brasilera.
És filla d'immigrants polonesos que es van establir allí després de la Segona Guerra Mundial. Va començar la seva activitat política en el moviment estudiantil troskista Liberdade e Luta. Va estudiar la carrera en la Facultat d'Arquitectura i Urbanisme de la Universitat de São Paulo.
Posteriorment es va passar a centreesquerra. Va ser una militant opositora del règim militar des de finals dels anys 60. Ant ha estat una activista del Partido dos Trabalhadores des del seu inici i va ser tresorera del Partit abans de ser triada parlamentària en 1986.
Més tard, es va involucrar en la branca executiva del govern com a administradora regional, a la ciutat de São Paulo sota l'alcaldia de Marta Suplicy. Actualment s'exerceix com a assistent personal del president brasiler Lula Da Silva. Allí ha tingut un paper destacat en la comunicació entre Lula i el Partido dos Trablhadores amb la comunitat jueva de Brasil.

## Honors
- Dirigent de la CUT des de la seva fundació fins a 1988.
- Vicepresidenta de la Federació Nacional d'Arquitectes, de 1983 a 1989[5]